# Pollenia verneri
Pollenia verneri är en tvåvingeart som beskrevs av Knut Rognes 1992. Pollenia verneri ingår i släktet vindsflugor, och familjen spyflugor.
Artens utbredningsområde är Spanien. Inga underarter finns listade i Catalogue of Life.